# Мистицизъм
Мистицизмът е схващане, според което познанието за Бог може да бъде придобито (само) чрез пряк личен опит.
Според него тази мистична връзка е осъществима за всеки човек, за което единственото изискване е „пречистване“ на сърцето, което в началото на човешкия живот е изпълнено с неприемливи чувства като невежество, смут, омраза, завист и т.н. За тази цел и за метода има обяснения в свещените книги.
Мистицизмът е понятие, което най-често се свързва с религията и окултизма.
Терминът мистицизъм има древногръцки произход, произлиза от гръцката дума μυω, което означава да се скрие. В по-новите времена, започва да се свързва с извънредни преживявания и състояния на ума.